# Saint-Laurent-de-la-Salle
Saint-Laurent-de-la-Salle ist eine westfranzösische Gemeinde mit 394 Einwohnern (Stand: 1. Januar 2022) im Département Vendée in der Region Pays de la Loire. Saint-Laurent-de-la-Salle gehört zum Arrondissement Fontenay-le-Comte und zum Kanton La Châtaigneraie (bis 2015: Kanton L’Hermenault). Die Einwohner werden Saint-Laurentais genannt.

## Lage
Saint-Laurent-de-la-Salle liegt etwa 38 Kilometer ostsüdöstlich von La Roche-sur-Yon. Umgeben wird Saint-Laurent-de-la-Salle von den Nachbargemeinden La Caillère-Saint-Hilaire im Norden, Rives-du-Fougerais im Nordosten, Saint-Cyr-des-Gâts im Osten, Saint-Martin-des-Fontaines im Süden, Saint-Valérien im Süden und Südwesten, La Chapelle-Thémer im Westen und Südwesten sowie Saint-Martin-Lars-en-Sainte-Hermine im Westen und Nordwesten.

## Bevölkerungsentwicklung
| Jahr                      | 1962 | 1968 | 1975 | 1982 | 1990 | 1999 | 2006 | 2013 |
| Einwohner                 | 581  | 533  | 463  | 429  | 378  | 345  | 367  | 368  |
| Quelle: Cassini und INSEE |      |      |      |      |      |      |      |      |

## Sehenswürdigkeiten

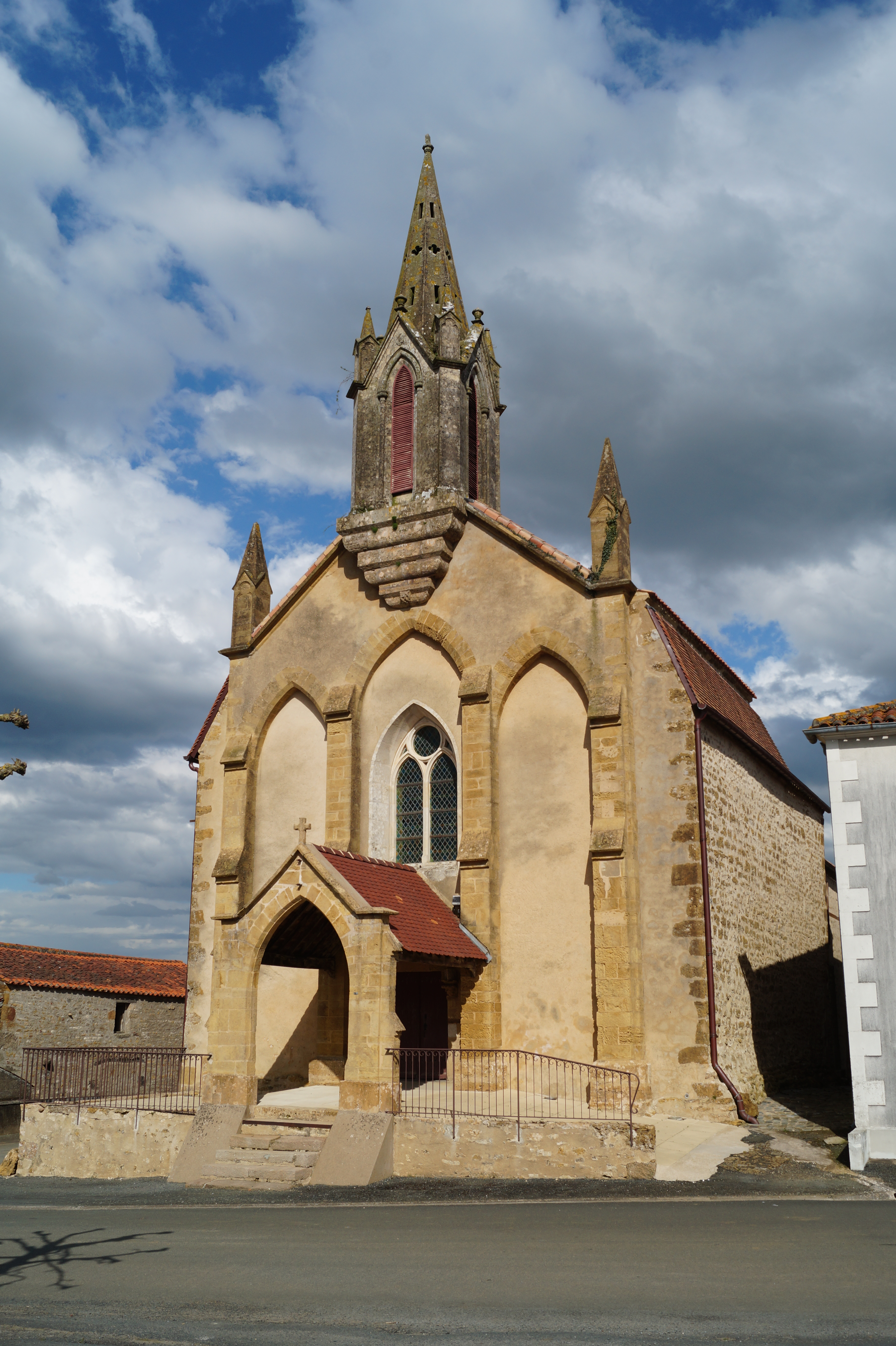
Kirche Saint-Laurent
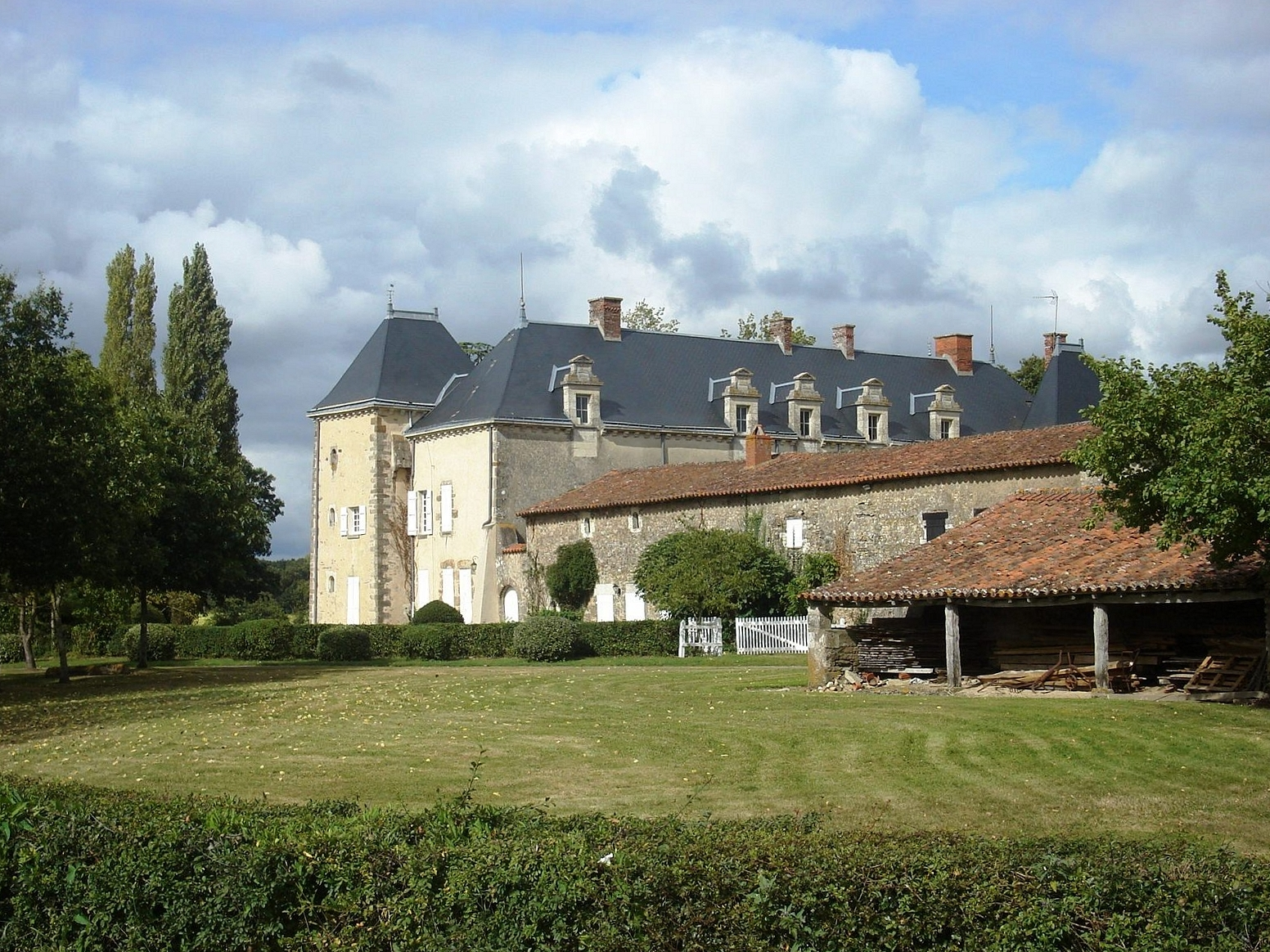
Schloss Le Plessis-le-Franc (Monument historique)
- Schloss La Loge

- Kirche Saint-Laurent
- Schloss Le Plessis-le-Franc

## Persönlichkeiten
- Roland Berland (* 1945), Radrennfahrer